# Phialocephala
Phialocephala is een geslacht van schimmels behorend tot de familie Mollisiaceae. De typesoort is Phialocephala dimorphospora.

## Soorten
Volgens Index Fungorum bevat het geslacht 39 soorten (peildatum mei 2023):
| Soortnaam                          | Auteur(s)                                       | Publicatiejaar |
| ---------------------------------- | ----------------------------------------------- | -------------- |
| Phialocephala amethystea           | Tanney & Seifert                                | 2020           |
| Phialocephala aylmerensis          | Tanney & B. Douglas                             | 2016           |
| Phialocephala bamuru               | P. Wong & C. Dong                               | 2015           |
| Phialocephala biguttulata          | Tanney & Seifert                                | 2020           |
| Phialocephala botulispora          | (Cole & W.B. Kendr.) Grünig & T.N. Sieber       | 2009           |
| Phialocephala canadensis           | W.B. Kendr.                                     | 1963           |
| Phialocephala catenospora          | Tanney & B. Douglas                             | 2016           |
| Phialocephala cladophialophoroides | Madrid, C. Tapia, V. Silva & Lafourc.           | 2017           |
| Phialocephala collarifera          | Tanney & Seifert                                | 2020           |
| Phialocephala compacta             | Kowalski & Kehr                                 | 1995           |
| Phialocephala dimorphospora        | W.B. Kendr.                                     | 1961           |
| Phialocephala europaea             | Grünig & T.N. Sieber                            | 2008           |
| Phialocephala fluminis             | Shearer, J.L. Crane & M.A. Mill.                | 1976           |
| Phialocephala fortinii             | C.J.K. Wang & H.E. Wilcox                       | 1986           |
| Phialocephala fusca                | W.B. Kendr.                                     | 1963           |
| Phialocephala gabalongii           | Sivasith.                                       | 1975           |
| Phialocephala glacialis            | Grünig & T.N. Sieber                            | 2009           |
| Phialocephala helenae              | Tanney & Seifert                                | 2020           |
| Phialocephala helvetica            | Grünig & T.N. Sieber                            | 2008           |
| Phialocephala heterosperma         | (Le Gal) Tanney & Seifert                       | 2020           |
| Phialocephala hiberna              | (Bills) M.J. Day & Currah                       | 2012           |
| Phialocephala lagerbergii          | (Melin & Nannf.) Grünig & T.N. Sieber           | 2009           |
| Phialocephala letzii               | Grünig & T.N. Sieber                            | 2008           |
| Phialocephala lignicola            | (Hern.-Restr., J. Mena & Gené) Tanney & Seifert | 2020           |
| Phialocephala mallochii            | Tanney & B. Douglas                             | 2016           |
| Phialocephala melitaea             | Matočec, I. Kušan, Pošta, Tkalčec & Mešić       | 2020           |
| Phialocephala mexicana             | Onofri & Zucconi                                | 1984           |
| Phialocephala queenslandica        | Matsush.                                        | 1989           |
| Phialocephala repens               | (Cooke & Ellis) W.B. Kendr.                     | 1963           |
| Phialocephala sphaeroides          | B.J. Wilson                                     | 2004           |
| Phialocephala subalpina            | Grünig & T.N. Sieber                            | 2008           |
| Phialocephala trigonospora         | R. Kirschner & Oberw.                           | 1998           |
| Phialocephala turicensis           | Grünig & T.N. Sieber                            | 2008           |
| Phialocephala uotiloensis          | Grünig & T.N. Sieber                            | 2008           |
| Phialocephala urceolata            | Wei Wang & L.L. McGhee                          | 2009           |
| Phialocephala vermiculata          | Tanney & Seifert                                | 2020           |
| Phialocephala victorinii           | Vujan. & St-Arn.                                | 2000           |
| Phialocephala virens               | A.L. Siegfr. & Seifert                          | 1993           |
| Phialocephala vittalensis          | D'Souza, S.K. Singh & Bhat                      | 2002           |